# إبراهيم الزبيدي
الإعلامي والشاعر العراقي المعروف إبراهيم الزبيدي الذي عمل في إذاعة وتلفزيون بغداد منذ الخمسينات، عاصر فيها أكثر المراحل تقلباً في تاريخ العراق. ولد في تكريت عام 1941، كان زميل صدام حسين في مرحلة الدراسة المتوسطة والثانوية في تكريت وبغداد وصديقاً شخصياً له ولابن خاله عدنان خير الله وزير الدفاع في بداية حكم صدام.
تعرف على عدنان خير الله طلفاح، ثم على صدام حسين الذي يكبرهم بأربع سنوات. وهو طفل صغير حيث كانوا يلعبون في فناء منزلهم المجاور لبيت خالة صدام حسين. وعندما أصبح إبراهيم في الحادية عشرة من العمر كان يمارس هوايته الوحيدة مع صدام وعدنان وهي صيد السمك بالتفجير. حيث كانت صبحة أم صدام تشجعهم كثيرا.
ثم تعرف على نبيل نجم (وكيل وزارة الخارجية العراقية). وكان للاربعة أحلام وامنيات فقد تمنى نبيل أن يصبح طبيبا مشهورا، وقد تحقق له نصف حلمه، وأصبح مضمدا في مستشفى الطفل العربي في كرادة مريم. وتمنى عدنان خير الله أن يصبح عسكريا لامعا وتحقق له ما تمنى، فقد أصبح وزيراً للدفاع في زمن الحرب العراقية الإيرانية لكنه مات اثر سقوط طائرته الغامض فيما بعد. بينما كانت أمنية إبراهيم هي أن يصبح شاعرا. أما صدام فطلب فقط سيارة (جيب) وبندقية صيد (كسرية) كما يسميها العراقيـون ودربيل (ناظور).
كان لعلاقة إبراهيم بصدام واهل العوجة سبباً لمشاكل مع والده، ففي عام 1957 شهد إبراهيم الزبيدي مجموعة احداث منها حادثة قتل صدام لاستاذهم الكردي في المدرسة، وكذلك سرقة صدام لحفنه من الذهب من قبل الصائغ محمد المصلاوي بسبب خلاف مع ليلى الطلفاح.وتكسيره عظام مهندس الكهرباء أبو علي بسبب اتهامه خير الله طلفاح بسرقة الكهرباء. وفي نفس العام ذهب إبراهيم إلى بغداد من اجل تحقيق احلامه وتبعه صدام فيما بعد.
تقدم للعمل في جريدة «العمل» التي كان يصدرها رئيس وزراء العراق الأسبق الدكتور فاضل الجمالي رئيس حزب العمل. حبث قابله وعرض عليه نسخة من أول ديوان شعر له. لكنه رفض طلبه بادب بالغ.
في 14 تموز 1958 كان إبراهيم الزبيدي في بغداد حين حدثت ثورة عبد الكريم قاسم واسقط النظام الملكي في العراق، ورأى حينها المظاهرات الصاخبة التي عمت بغداد تأييداً للثورة. وبعدها بشهرين وهو في تكريت تلقى رسالة مفاجئة من ناشر في بغداد يعرض علي فيها إعادة طبع الديوان، للاستفادة من الأمر الصادر من وزارة المعارف لجميع إدارات المدارس باقتنائه فتحقق حلمه في نشر أول ديوان شعري له. وبعد فترة التقى مع صدام في تكريت وفي اليوم التالي ألقي القبض على صدام بتهمة قتل أحد الشيوعيين، وتم ترحيله إلى بغداد بعد يومين. واستدعي إبراهيم كي يكون شاهداً، وتم على أثرها ألقاء القبض على خيرالله طلفاح وأخاه لطيف طلفاح وابنه عدنان وأودعوا موقف السراي. وكان سبب القتل هو أن القتيل كان قد رفع مذكرة حزبية يلتمس فيها طرد خير الله طلفاح من مديرية المعارف، باعتباره أحد «الرجعيين أعداء الثورة والزعيم». وكانت ثورة تموز قد عينت خير الله طلفاح مديرا لمعارف لواء بغـداد بعد توحيد مديريتي معارف الكرخ والرصافة، ولم يمكث في الوظيفة سوى شهرين أو أقل، أحيل بعدها على التقاعد. وتمكن خير الله من الحصول من أحد أقاربه المنتمين إلى التنظيم الشيوعي في تكريت على مضمون المذكرة التي رفعها القتيل. مما أدى إلى الانتقام.
انتمى إبراهيم الزبيدي إلى حزب البعث العربي الاشتراكي عام 1958 مع نبيل نجم وعدنان خير الله ونزار الناصري، وتبعهم صدام بعد سنة.
وفي نهاية الخمسينات بدأ عمله في الإذاعة والتلفزيون كمذيعاً ومقدماً للبرامج. وبمرور الزمن وبعد وصول البعثيين إلى مراكز السلطة بعد عام 1963 ازداد نشاطه الإعلامي وكان يدير الندوات التلفزيونية وكان دائماً ما يستضيف خير الله طلفاح في برامجه السياسية إلى أن اتصل به رئيس الجمهورية أحمد حسن البكر ومنعه رسميا من استضافته.
وعند قيام انقلاب عام 1963 بقيادة عبد السلام عارف كان إبراهيم يتبادل الجلوس خلف ميكروفون الإذاعة مع شفيق الكمالي وهناء العمري، لإذاعة بيانات وبرقيات وشعارات كان بعضها يعطى لهم مكتوبا، ويكتبون بعضها الآخر. وقد شهد حينها مقتل الزعيم عبد الكريم قاسم وفاضل المهداوي واتباعه على ايدي الانقلابيين الجدد.
في شتاء 1967 تلقى أمرا بالسفر إلى تركيا ضمن الوفد الرسمي الذي رافق رئيس الجمهورية عبد الرحمن محمد عارف.
عندما قامت حرب حزيران/ يونيو 1967 بين العرب وإسرائيل، كان يلقى البيانات والخطب الحماسية حيث كانت الإذاعة العراقية وبمساعدة الاستخبارات العسكرية تذيع أخبار الانتصارات الوهمية للعرب ضد دولة إسرائيل. ومرت الأيام الأربعة ولياليها من حماس وسهر وقلة نوم. حيث كان البث متواصلاً لأربعاً وعشرين ساعة دون توقف. يتناوب النوم في غرفة المذيعين على الأرض إبراهيم الزبيدي مع مجموعة كبيرة من المذيعين.
بعد قيام انقلاب عام 1968 واستيلاء حزب البعث على الحكم في العراق كان إبراهيم الزبيدي من اشد المناصرين للثورة ولكن بمرور الزمن تدهورت علاقته بالبعثيين وخصوصاً بعد أن أصبح صدام حسين نائباً لرئيس الجمهورية وقيامه بتصفية العديد من اصدقائه القدامى.
في شتاء عام 1973 التقى مع صدام حسين الذي جاء لزيارة مبنى الإذاعة، وكان لقاؤهم عن طريق الصدفة، وبعد خروجه من المقابلة أحسس في حينها بانه غير مرتاح منه. ثم تداعت في نفسه ذكريات الماضي. أيام الجوع والفراغ والشقاء. وبدأت تتسارع في داخله صور رفاق طفولته المقربين الذين تساقطوا الواحد بعد الآخر، في ظروف وأسباب متفرقة. حوادث السيارات واغتيالات بأيدي مجهولين. فتأكد من أنه لا يريد أن يلتقي بواحد من رفاق طفولته ممن يذكره بماضيه وبحكاياته الكثيرة التي لا تليق بمن أصبح ثاني رجل في الدولة ويخطط ليصبح الأول والوحيد. في تلك الساعة بالذات قررابراهيم الخروج من العراق للهروب من بطش صدام.
ذهب بعد ذلك ليستنجد بمساعدة صديقه الشاعر شاذل طاقة الذي كان وكيلا لوزير الخارجية. ورجاه والح بأن يساعده على الخروج. وحين وجده مصرا أوفده للعمل في السفارة العراقية في بيروت مديرا للمركز الثقافي المزمع افتتاحه هناك، ومستشارا صحفيا فيه.إلى الخدمة الخارجية. وقبل موعد السفر بأيام مر على محمد سعيد الصحاف الذي كان مديراً للإذاعة والتلفزيون لوداعه وتسليم ما في عهدته، اخبره الصحاف بألغاء أمر النقل إلى بيروت. فذهــب إلى وزير الإعلام (حامد الجبوري) وطلب منه إجازة أسبوعين يقضيها خارج العراق للراحة والاستجمام. لم ينتظر إبراهيم إلى أن يجد رحلة مباشرة إلى بيروت، بل ركب الطائرة الوحيدة المغادرة مساء ذلك اليوم متوجهاً إلى براغ، ومنها إلى بيروت، حيث استمرت غربته إلى الآن.
انتقل إلى لندن ثم أثينا عمل خلالها في أستوديو الإنتاج التلفزيوني العربي، وفي العام 1980 تعرف على مدير شركة بريطانية متخصصّة في إنتاج الأفلام الوثائقية كانت تعتبر من أهم شركات الإنتاج السينمائي في أوروبا، لها العديد من الجوائز. وتبلورت فكرة إنتاج ثلاثين حلقة سينمائية عن أهم ما أخذه العالم من حضارتنا العربية والإسلامية عبر العصور، ولكن المشروع رفض من قبل جامعة الدول العربية.
سافر عام 1990 إلى السعودية وقام بتأسيس إذاعة للمعارضة العراقية في جدة أسماها بـ"صوت الشعب العراقي"، واستمرت ببثها إلى ما بعد سقوط نظام صدام حسين في العام 2003.
سافر إلى العراق بعد عام 2003 وأصبح عضواً في فريق الخبراء العراقيين ضمن مجلس إعادة اعمار العراق، ولكن هذا المجلس لم يؤد دوره المطلوب.
وفي نفس السنة أسس بول بريمر (المجلس الأعلي للثقافة) وتولّى إبراهيم الزبيدي رئاسة هذا المجلس، وفي عام 2007 بالعاصمة الأردنية عمان قام إبراهيم الزبيدي بتأسيس الـ (المجلس العراقي للثقافة).
في عام 2007 أصدر إبراهيم الزبيدي كتابه دولة الإذاعة، مؤرخاً فيها الفترة التي عاصر فيها أهم الاحداث التي مر بها العراق تلك الفترة.

## أغنية يم العيون السود
تعتبر أغنية الفنان العراقي الكبير ناظم الغزالي ”يم العيون السود“ من أشهر الأغاني العراقية وهي إحدى تنزيلات الملا عثمان الموصلي غيرت بعض مفرداتها إذ كانت:
يم العيون السود ماجوزن انا
خدج الكيمر انا تريك منا
وباقتراح من المذيع إبراهيم الزبيدي يومذاك استبدل المقطع الثان إلى لونج الخمري سحر لكلوبنة. وتقبلها الغزالي بقناعة وغناها في حفلاته وتسجيلاته.